# 索倫·克爾森
索倫·克爾森（Søren Kjeldsen，1975年5月17日—）是丹麥的一位職業高爾夫球手，現在參加高爾夫歐巡賽的比賽。他在1995年轉為職業球手。1997年，他獲得了自己的首個職業賽事冠軍。2003年，他獲得自己的首個歐巡賽冠軍。他迄今為止已經獲得四個歐巡賽冠軍。

## 外部連結
- 官方网站
- 索倫·克爾森在男子高爾夫世界排名的官方網站

Category:阿斯科特運動員